# いちばん好きな場所
『いちばん好きな場所』は、シドの初となる1枚目のミニ・アルバム。2018年8月22日にキューンミュージックから発売された。

## 解説
- 初回限定盤、通常盤の2形態で発売された。限定盤のDVDには「いちばん好きな場所（Music Video / Photo Session & Music Video Making）」が収録されている。
- 初回特典として三方背ケース仕様、デジパック仕様、ブックレット付となっている。

## 収録内容
| 全作詞: マオ。 |                        |           |          |      |
| #              | タイトル               | 作詞      | 作曲     | 時間 |
| 1.             | 「VOICE」              | マオ      | 御恵明希 | 2:52 |
| 2.             | 「reverb」             | マオ      | Shinji   | 4:11 |
| 3.             | 「その未来へ」         | マオ      | 御恵明希 | 4:06 |
| 4.             | 「ラバーソール」       | マオ      | ゆうや   | 3:04 |
| 5.             | 「いちばん好きな場所」 | マオ      | ゆうや   | 5:21 |
| 合計時間:      | 合計時間:              | 合計時間: | 19:35    |      |